# Haltere la Jocurile Olimpice de vară din 2016 - masculin 62 kg
Proba de haltere categoria 62 de kg masculin de la Jocurile Olimpice de vară din 2016 de la Rio de Janeiro a avut loc la data de 8 august, la Pavilionul 2 al Riocentro.

## Recorduri
Înaintea acestei competiții, recordurile mondiale și olimpice erau următoarele.
| Recorduri mondiale | Smuls   | Kim Un-guk (PRK)     | 154 kg | Incheon, Coreea de Sud | 21 septembrie 2014 |
| Recorduri mondiale | Aruncat | Chen Lijun (CHN)     | 183 kg | Houston, Statele Unite | 22 noiembrie 2015  |
| Recorduri mondiale | Total   | Chen Lijun (CHN)     | 333 kg | Houston, Statele Unite | 22 noiembrie 2015  |
| Recorduri olimpice | Smuls   | Kim Un-guk (PRK)     | 153 kg | Londra, Marea Britanie | 30 iulie 2012      |
| Recorduri olimpice | Aruncat | Óscar Figueroa (COL) | 177 kg | Londra, Marea Britanie | 30 iulie 2012      |
| Recorduri olimpice | Total   | Kim Un-guk (PRK)     | 327 kg | Londra, Marea Britanie | 30 iulie 2012      |

## Rezultate
| Loc | Atlet                         | Grupa | Greutatea corpului | Smuls (kg) | Smuls (kg) | Smuls (kg) | Smuls (kg) | Aruncat (kg) | Aruncat (kg) | Aruncat (kg) | Aruncat (kg) | Total |
| Loc | Atlet                         | Grupa | Greutatea corpului | 1          | 2          | 3          | Rezultat   | 1            | 2            | 3            | Rezultat     | Total |
| --- | ----------------------------- | ----- | ------------------ | ---------- | ---------- | ---------- | ---------- | ------------ | ------------ | ------------ | ------------ | ----- |
| 1   | Óscar Figueroa (COL)          | A     | 61.86              | 137        | 142        | 145        | 142        | 172          | 176          | 179          | 176          | 318   |
| 2   | Eko Yuli Irawan (INA)         | A     | 61.91              | 142        | 146        | 146        | 142        | 170          | 176          | 179          | 170          | 312   |
| 3   | Farkhad Kharki (KAZ)          | A     | 61.60              | 135        | 140        | 140        | 135        | 170          | 177          | 177          | 170          | 305   |
| 4   | Yoichi Itokazu (JPN)          | A     | 61.87              | 126        | 130        | 133        | 133        | 160          | 165          | 169          | 169          | 302   |
| 5   | Ahmed Saad (EGY)              | A     | 62.00              | 127        | 131        | 133        | 133        | 155          | 161          | 164          | 161          | 294   |
| 6   | Morea Baru (PNG)              | A     | 61.72              | 122        | 126        | 129        | 126        | 159          | 164          | 168          | 164          | 290   |
| 7   | Muhammad Hasbi (INA)          | A     | 61.97              | 125        | 130        | 134        | 130        | 160          | 169          | 173          | 160          | 290   |
| 8   | Vaipava Nevo Ioane (SAM)      | B     | 61.90              | 115        | 120        | 122        | 120        | 151          | 161          | 165          | 161          | 281   |
| 9   | Han Myeong-mok (KOR)          | A     | 61.81              | 130        | 135        | 135        | 130        | 150          | 155          | 155          | 150          | 280   |
| 10  | Julio Salamanca Pineda (ESA)  | B     | 62.00              | 115        | 120        | 120        | 120        | 150          | 155          | 155          | 155          | 275   |
| 11  | Julio Acosta González (CHI)   | B     | 61.30              | 114        | 117        | 120        | 120        | 142          | 146          | 151          | 146          | 266   |
| 12  | Yosuke Nakayama (JPN)         | B     | 62.00              | 121        | 124        | 124        | 121        | 140          | 145          | 150          | 145          | 266   |
| 13  | Rick Yves Confiance (SEY)     | B     | 62.00              | 100        | 105        | 110        | 105        | 127          | 133          | 133          | 127          | 232   |
| -   | Jesús López Sanchez (VEN)     | B     | 61.90              | 125        | 125        | 129        | 125        | -            | -            | -            | -            | DNF   |
| -   | Edouard Joseph (HAI)          | B     | 60.20              | 102        | 107        | 112        | 107        | -            | -            | -            | -            | DNF   |
| -   | Chen Lijun (CHN)              | A     | 61.97              | 143        | 143        | -          | DNF        | N/A          | N/A          | N/A          | N/A          | DNF   |
| -   | Anton Kurukulasooriyage (SRI) | B     | 62.00              | 120        | 120        | 120        | DNF        | N/A          | N/A          | N/A          | N/A          | DNF   |